# Weinviertler Straße
Die Weinviertler Straße B 303 führt von Hollabrunn Nord zur tschechischen Grenze bei Kleinhaugsdorf. Sie stellt in Verbindung mit der Weinviertler Schnellstraße S3 und der Donauufer Autobahn A22 eine wichtige Verbindung von Wien über das westliche Weinviertel und Znaim in Richtung Prag dar.
Die ehemalige Streckenführung von Stockerau Nord bis Hollabrunn Süd wurde bis Juli 2009 kreuzungsfrei im 2+1-System mit wechselseitig zwei Fahrstreifen, einer starren Mitteltrennung mit Pannenbuchten und teilweisem Lärmschutz ausgebaut. Am 1. August 2009 wurde dieser Abschnitt der bisherigen B 303 zur S3 umgewandelt und in das Autobahnen- und Schnellstraßennetz der ASFINAG integriert.
Auf der heutigen Strecke der B 303 verläuft der südliche Abschnitt von Hollabrunn Nord bis Guntersdorf als Landesstraße mit Ortsdurchfahrten und niveaugleichen Kreuzungen parallel zur S3. Deren Neubau ist auch in diesem Abschnitt planfrei mit 2 + 1 Fahrstreifen errichtet und wurde am 18. Dezember 2020 eröffnet.
Der weitere Ausbau des nördlichen Abschnitts von Guntersdorf bis zur Staatsgrenze erfolgt in Abhängigkeit von der Verkehrsentwicklung und in Abstimmung mit den Planungen auf tschechischer Seite. Hier führt die verbleibende Strecke der B 303 jedoch ohnehin bereits außerhalb der Ortschaften (mit Ausnahme von Kleinhaugsdorf direkt an der Staatsgrenze), die Umfahrung von Jetzelsdorf ist als Autostraße ausgeschildert.

## Geschichte
Die Prager Straße zwischen Wien-Floridsdorf und der Staatsgrenze bei Kleinhaugsdorf gehört zu den Bundesstraßen, die durch das Bundesgesetz vom 8. Juli 1921 eingerichtet wurden. Bis 1938 wurde die Prager Straße als B 2 bezeichnet, nach dem Anschluss Österreichs wurde die Prager Straße bis 1945 als Teil der Reichsstraße 96 geführt. Seit 1948 wurde diese Straße als Znaimer Straße bezeichnet, um sie von der Prager Straße in Oberösterreich zu unterscheiden.
Die heutige Weinviertler Straße wurde bis 1999 als Znaimer Straße bezeichnet und trug die Nummer B2. Bis 1999 hatte die B 303 den Verlauf der heutigen Waldviertler Straße (B2). Die Umbenennung erfolgte, um den geplanten Ausbau zur Weinviertler Schnellstraße (S3) zu dokumentieren, da (ehemalige) Bundesstraßen in der Planungs- und Bauphase eine Nummer tragen, die um 300 höher ist als ihre geplante Schnellstraßen-Nummer.